# 目梨泊駅

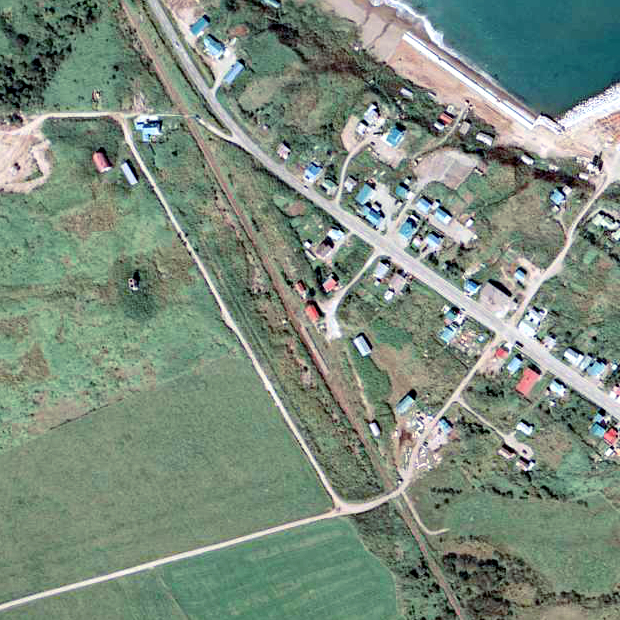
1977年の目梨泊駅と周囲約500m範囲。下が北見枝幸方面。豊牛駅同様ホームが枝幸側にずれている。かつては駅舎横の北見枝幸側に貨物積卸場があり、駅舎とホーム間には貨物積卸線が敷かれていたが、既に撤去されて棒線化されている。

目梨泊駅（めなしどまりえき）は、北海道（宗谷支庁）枝幸郡枝幸町字目梨泊にあった日本国有鉄道（国鉄）興浜北線の駅（廃駅）である。電報略号はメト。事務管理コードは▲122003。

## 歴史
- 1936年（昭和11年）7月10日 - 鉄道省興浜北線浜頓別駅 - 北見枝幸駅間開通に伴い開業（一般駅）[3][4]。
- 1944年（昭和19年）11月1日 - 不要不急線指定に伴い興浜北線が前日の営業をもって鉄道運輸営業休止となったことにより[5]、営業休止[4]。
- 1945年（昭和20年）12月5日 - 興浜北線の旅客運輸営業開始（再開）に伴い、営業再開[6][4]。
- 1949年（昭和24年）6月1日 - 公共企業体である日本国有鉄道に移管。
- 1973年（昭和48年）9月17日 - 貨物・荷物取扱い廃止[7]。同時に無人化[8][9]。
- 時期不詳 - 簡易委託化（駅前の個人宅）[10]。
- 1985年（昭和60年）7月1日 - 興浜北線の廃線に伴い廃止となる[1]。

### 駅名の由来
所在地名より。アイヌ語の「メナㇱトマリ（menas-tomari）」（東風〔のとき〕の・泊地）に由来する。周辺の海岸部には防波堤のように突き出た岬（現在、目梨泊岬と呼ばれている岬）があり、かつて東南風の際は、船が避難したという。

## 駅構造
廃止時点で、単式ホーム1面1線を有する地上駅であった。ホームは線路の東側（北見枝幸方面に向かって左手側）に存在した。分岐器を持たない棒線駅となっていた。
無人駅（簡易委託駅）となっており、有人駅時代の木造駅舎が残っていた。駅舎は構内の北東側に位置しホームから少し離れていた。この駅舎は老朽化が激しかった。駅自体は完全無人であるが、駅前の個人宅で乗車券を販売している簡易委託駅となっていた。

## 利用状況
乗車人員の推移は以下のとおり。年間の値のみ判明している年については、当該年度の日数で除した値を括弧書きで1日平均欄に示す。
| 年度               | 乗車人員 | 乗車人員 | 出典   | 備考                |
| 年度               | 年間     | 1日平均  | 出典   | 備考                |
| ------------------ | -------- | -------- | ------ | ------------------- |
| 1945年（昭和20年） | 2,712    | (7.4)    | [ 15 ] | 12月5日から営業再開 |
| 1946年（昭和21年） | 14,592   | (40.0)   | [ 15 ] |                     |
| 1947年（昭和22年） | 21,306   | (58.2)   | [ 16 ] |                     |
| 1948年（昭和23年） | 27,454   | (75.2)   | [ 16 ] |                     |
| 1949年（昭和24年） | 26,437   | (72.4)   | [ 16 ] |                     |
| 1950年（昭和25年） | 25,840   | (70.8)   | [ 16 ] |                     |
| 1951年（昭和26年） | 29,445   | (80.5)   | [ 16 ] |                     |
| 1952年（昭和27年） | 30,827   | (84.4)   | [ 16 ] |                     |
| 1953年（昭和28年） | 25,764   | (70.6)   | [ 16 ] |                     |
| 1954年（昭和29年） | 23,624   | (64.7)   | [ 16 ] |                     |
| 1955年（昭和30年） | 21,270   | (58.3)   | [ 16 ] |                     |
| 1956年（昭和31年） | 20,853   | (57.0)   | [ 16 ] |                     |
| 1957年（昭和32年） | 22,051   | (60.4)   | [ 16 ] |                     |
| 1961年（昭和36年） | 19,678   | (53.8)   | [ 16 ] |                     |
| 1962年（昭和37年） | 19,327   | (53.0)   | [ 16 ] |                     |
| 1963年（昭和38年） | 23,641   | (64.6)   | [ 16 ] |                     |
| 1964年（昭和39年） | 20,585   | (56.4)   | [ 16 ] |                     |
| 1966年（昭和41年） | 27,988   | (76.7)   | [ 16 ] |                     |
| 1967年（昭和42年） | 24,136   | (66.1)   | [ 16 ] |                     |
| 1978年（昭和53年） |          | 25       | [ 17 ] |                     |

## 駅周辺
- 国道238号（宗谷国道）[18]
- 北オホーツクトンネル（国道238号）
- 北見神威岬
- 目梨泊岬 - 駅から北東に約1km[13]。
- 宗谷バス「目梨泊」停留所

## 駅跡
2000年（平成12年）時点では空き地になっており、駅舎右隣にあった立ち木のみが残っていた。2010年（平成22年）時点でも引き続き空き地になっている。

## 隣の駅
日本国有鉄道
興浜北線
斜内駅- 目梨泊駅 - <山臼仮乗降場> - 問牧駅